# American-Football-Weltmeisterschaft 2007
Die Endrunde der 3. American-Football-Weltmeisterschaft 2007 der Männer (offiziell 2007 IFAF World Cup oder auch 2007 IFAF World Championship) wurde vom 7. Juli bis zum 15. Juli 2007 in Japan ausgetragen. Im Finalspiel, welches im Kawasaki Stadium ausgetragen wurde, gewannen die USA gegen Gastgeber Japan nach Verlängerung mit 23:20 und wurde bei der ersten Teilnahme auch erstmals Weltmeister.

## Qualifikation und Teilnehmer
An der Endrunde der Weltmeisterschaft nahmen sechs Nationen teil. 
Automatisch qualifiziert waren Japan als Gastgeber, Schweden als Europameister sowie die Vereinigten Staaten von Amerika als einziger Bewerber Pan-Amerikas.
Zwei weitere Vertreter kamen aus Europa: Deutschland qualifizierte sich am 5. August 2006 durch ein 68:7 gegen Dänemark in Flensburg zur Teilnahme in Japan. Frankreich qualifizierte sich am 14. Oktober 2006 durch ein 25:6 gegen Finnland, das sich am 14. Oktober 2006  mit einem 42:0 gegen Russland durchgesetzt hatte konnte.
Der letzte Teilnehmer wurde zwischen Südkorea und Australien ermittelt. Südkorea gewann am 27. Januar 2007 mit 22:13.

## Austragungsmodus
In der Gruppenphase wurden zwei Gruppen à drei Teams gebildet. Innerhalb dieser Gruppen spielte jeder gegen jeden. Nach der Gruppenphase spielten die jeweils gleich platzierten Mannschaften um den ersten (Gruppensieger), dritten (Zweite) bzw. fünften (Dritte) Platz.

## Spiele

### Gruppe A
| Sa, 7. Juli 2007, 18:10 Uhr * |   |            |       |
| Japan                         | – | Frankreich | 48:0  |
| Di, 10. Juli 2007, 15 Uhr **  |   |            |       |
| Frankreich                    | – | Schweden   | 14:16 |
| Do, 12. Juli 2007, 19 Uhr **  |   |            |       |
| Schweden                      | – | Japan      | 00:48 |

### Gruppe B
| So, 8. Juli 2007, 17 Uhr **  |   |                    |       |
| Deutschland                  | – | Südkorea           | 32:2  |
| Di, 10. Juli 2007, 19 Uhr ** |   |                    |       |
| Südkorea                     | – | Vereinigte Staaten | 00:77 |
| Do, 12. Juli 2007, 15 Uhr ** |   |                    |       |
| Vereinigte Staaten           | – | Deutschland        | 33:7  |

### Finalrunde
| Sa, 14. Juli 2007, 15 Uhr: Spiel um Platz 5 ** |   |            |               |
| Südkorea                                       | – | Frankreich | 03:0          |
| Sa, 14. Juli 2007, 19 Uhr: Spiel um Platz 3 ** |   |            |               |
| Deutschland                                    | – | Schweden   | 07:0          |
| So, 15. Juli 2007, 15:10 Uhr: Finale *         |   |            |               |
| Vereinigte Staaten                             | – | Japan      | 23:20 (n. V.) |

## Austragungsorte
Die mit einem Sternchen (*) versehenen Spiele fanden im Todoroki Athletics Stadium, alle anderen (**) im Kawasaki Stadium statt.

## Abschlussplatzierung
1. Vereinigte Staaten
2. Japan
3. Deutschland
4. Schweden
5. Südkorea
6. Frankreich